# Ernst Röhm
Ernst Julius Günther Röhm (Monaco di Baviera, 28 novembre 1887 – Monaco di Baviera, 1º luglio 1934) è stato un generale e politico tedesco, colonnello generale (Stabschef) delle SA.

## Biografia
Ernst Röhm, il più giovane di tre fratelli, nacque il 28 novembre 1887 a Monaco di Baviera da Julius, un funzionario ferroviario, e da Emilie Röhm. Benché nato da una famiglia di funzionari statali e priva di tradizioni militari, fu per scelta e per vocazione un soldato. È rimasta celebre la sua frase: «la guerra e le agitazioni mi attraggono più del buon ordine borghese».
Il 23 luglio 1906 si arruolò volontario nel 10º Reggimento di Fanteria Principe Ludovico dell'esercito bavarese come cadetto presso Ingolstadt e fu nominato sottotenente il 12 marzo 1908.
Nell'agosto 1914, allo scoppio della prima guerra mondiale (1914-1918), Röhm servì al fronte come aiutante di campo del 1º Battaglione del 10º Reggimento di Fanteria König e il mese successivo venne gravemente ferito al viso durante un combattimento nel bosco di Chanot in Lorena. Nell'aprile 1915 venne promosso tenente e il 20 giugno 1916 venne decorato con la Croce di Ferro di prima classe. Tre giorni dopo venne ferito al petto durante un attacco in una fortificazione a Verdun e trascorse il resto della guerra in Francia e Romania come ufficiale di stato maggiore. Nell'aprile 1917 fu promosso capitano e nell'ottobre 1918 contrasse la spagnola, a cui sopravvisse dopo una lunga convalescenza.
Alla fine del conflitto fece ritorno in Germania dove partecipò nelle file dei gruppi di ex-combattenti (freikorps) alla lotta contro la Repubblica Sovietica Bavarese, proclamata a Monaco dopo l'assassinio del suo ispiratore, Kurt Eisner. In seguito, entrò a far parte della Reichswehr, entrando in contatto con gli ambienti dell'estrema Destra nazionalista.

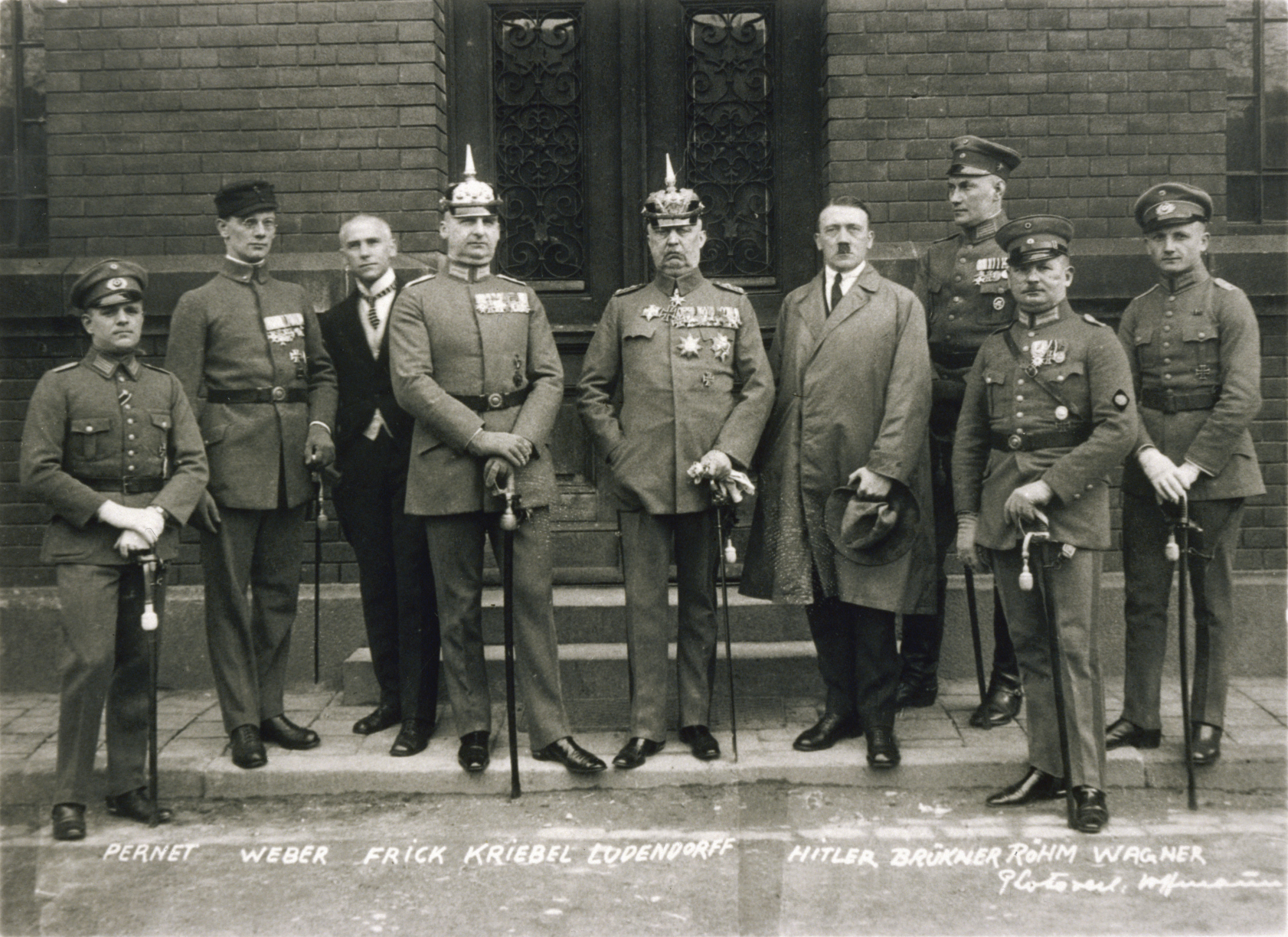
Hitler, il generale Erich Ludendorff ed Ernst Röhm (secondo da destra), prima del putsch di Monaco

Indignato - come tutti gli ufficiali dell'esercito e la maggior parte dei tedeschi - per l'umiliazione inflitta alla Germania dal trattato di Versailles, Röhm si convinse che la Germania avrebbe potuto essere resa nuovamente grande solo da un forte partito a base popolare.
Attorno al 1919 fu uno dei primi ad aderire al Partito dei Lavoratori tedeschi, fondato dal fabbro Anton Drexler, nucleo originario del futuro Partito Nazionalsocialista Tedesco dei Lavoratori. Röhm divenne intimo amico di Adolf Hitler: fu anzi il solo collaboratore a cui Hitler desse familiarmente del "tu".
Röhm si adoperò per convogliare nelle file del nascente partito nazista un gran numero di ex-combattenti, ottenendo, tra l'altro, nella sua veste di ufficiale dell'esercito, la protezione e l'appoggio delle autorità bavaresi. Nel 1923 prese parte al Putsch della birreria. In seguito al fallimento del tentativo di colpo di Stato figurò tra gli imputati al processo per alto tradimento, ma venne liberato sulla parola. Poco tempo dopo, nel 1925, in seguito ad alcuni contrasti con Hitler, ruppe i rapporti con il capo, accettando di recarsi in Bolivia per arruolarsi nell'esercito locale - con il grado di tenente colonnello - in qualità di istruttore militare.
Richiamato in patria espressamente da Hitler nel novembre 1930 per riorganizzare le SA a seguito dei disordini al suo interno (il battaglione d'assalto che costituiva, allora, il braccio armato del partito), Röhm si gettò con entusiasmo nel nuovo compito: 170.000 nel 1930, nel 1933 le SA arrivarono a contare effettivi per più di due milioni - ben venti volte di più delle forze della Reichswehr - assumendo una posizione di implicita rivalità nei confronti dell'esercito.

### L'ascesa

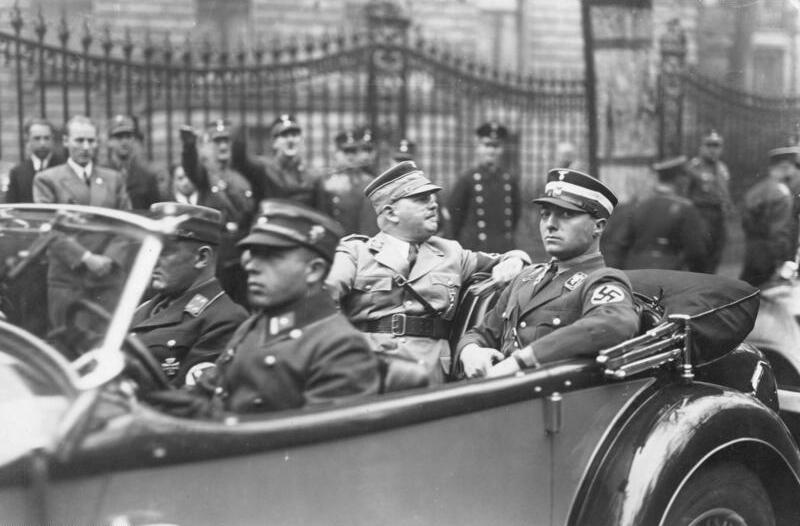
Ernst Röhm a Berlino nel 1933 insieme a Karl Ernst (alla sua sinistra)

Nel frattempo, nel gennaio 1933 i nazisti erano saliti al potere: Röhm entrò a far parte del primo governo Hitler e venne nominato Reichsleiter, la più alta carica all'interno del NSDAP. Ben presto iniziarono le prime frizioni con i compagni di partito e con lo stesso Führer. Hitler aveva fin dall'inizio sostenuto che le SA dovessero essere una forza politica e non militare: dovevano servire a spianare al partito, con la violenza e il terrore, la via verso il potere politico. Questo obiettivo era stato ormai raggiunto e molto probabilmente Hitler pensò a questo punto che le turbolente e indisciplinate Sturmabteilungen avessero perduto la propria ragion d'essere. Pare avesse già progettato di ridurne gli effettivi di due terzi.
Röhm, che era sempre stato un rappresentante dell'ala radicale del partito, al riguardo la pensava ben diversamente. Egli al contrario insisteva perché l'intero apparato dello Stato fosse dato in mano alle SA, cioè a coloro che per primi si erano battuti per portare il nazionalsocialismo al potere. Si opponeva strenuamente a qualunque compromesso con la destra conservatrice rappresentata dalle grandi imprese, dalla finanza, dai proprietari terrieri junker e dalle alte gerarchie militari. Tutti costoro erano rimasti indenni durante il passaggio dal vecchio al nuovo Stato nazionalsocialista e continuavano a occupare i principali posti di comando nel paese, esercitando tuttora il potere. La sinistra era già stata annientata; Röhm e gli altri radicali del partito, tra i quali figurava anche uno dei fedelissimi di Hitler, Joseph Goebbels, insistevano perché si facesse la stessa cosa con la vecchia destra, consegnando tutti i posti di comando dello Stato a membri del partito, cioè ai vecchi camerati del Führer. All'interno del partito Röhm aveva due nemici in Himmler e nel camerata degli inizi Göring.
In un discorso tenuto nell'agosto 1933 egli disse: «Ancora oggi vi sono, in posizioni ufficiali, persone che non hanno la minima idea dello spirito della nostra rivoluzione. Ci sbarazzeremo inesorabilmente di loro, se oseranno mettere in pratica le loro idee reazionarie». Röhm credeva che le Sturmabteilung dovessero essere il nucleo di una futura armata rivoluzionaria, un "esercito del popolo" che avrebbe edificato una nuova Germania. In questo ardito programma politico consisteva quella che Röhm chiamava la "seconda rivoluzione", che secondo la sua opinione costituiva il necessario completamento della rivoluzione del 1933. Queste posizioni oltranziste finirono per far guadagnare al capo delle SA l'odio mortale dei conservatori, cosa che in seguito doveva essergli fatale.
In ultimo, Röhm arrivò a proporre che si unificassero la Reichswehr, le SA, le SS e tutti i raggruppamenti di ex-combattenti in un unico "esercito popolare" alle dipendenze di un unico ministero della Guerra al quale - questo appariva chiaramente sottinteso - lui, Röhm, avrebbe dovuto sovrintendere. Per il corpo degli ufficiali non ci poteva essere un'idea più nauseabonda. Röhm ebbe continui alterchi con l'allora ministro della Difesa, il generale Werner von Blomberg, senza che nessuno dei due riuscisse a prevalere. A questo punto, la decisione definitiva spettava al Führer.

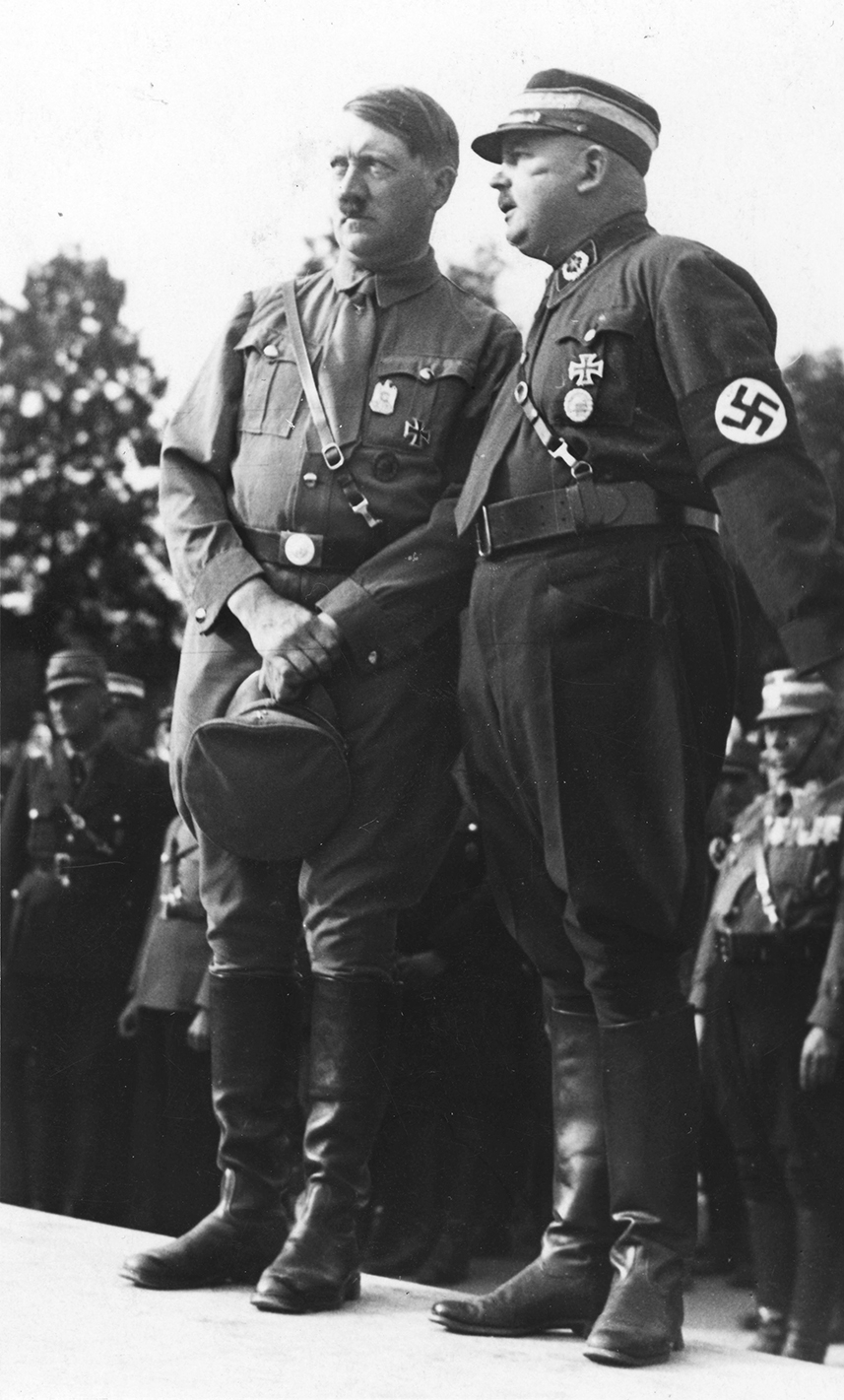
Röhm con Hitler

Hitler era sempre stato convinto di come, per consolidare il proprio governo, gli fosse assolutamente necessario l'appoggio delle alte gerarchie militari. I generali, che con la loro acquiescenza gli avevano permesso di salire al potere, possedevano ancora la forza di schiacciarlo, se avessero voluto. Inoltre, egli non si faceva illusioni sull'effettivo valore militare delle Sturmabteilung. Perciò fu subito propenso a prendere le parti dell'esercito contro le ambizioni velleitaristiche di Röhm. Probabilmente Hitler decise con largo anticipo di far uscire le squadre d'assalto dalla scena politica, prima di dare disposizioni per un'imponente opera di riarmo che dotasse in breve tempo la Germania di potenti e disciplinate forze armate.

### La caduta
Il momento della resa dei conti arrivò nell'estate del 1934, quando al Führer arrivò, segretamente ma per via ufficiale, la notizia che i giorni del vecchio presidente, Paul von Hindenburg, erano contati. Hitler progettò di succedere egli stesso a Hindenburg quale presidente del Reich, unificando le due cariche di presidente e cancelliere nella sua persona e rendendo così legale ed effettiva la propria dittatura. Per portare a compimento questo disegno, che costituiva un'aperta violazione alla costituzione di Weimar, egli aveva bisogno dell'appoggio immediato dell'esercito e sapeva bene che esso, per appoggiare la sua corsa al potere assoluto, chiedeva il sacrificio di Röhm e delle SA. Hitler decise quindi che le camicie brune dovessero uscire di scena e assicurò le alte sfere militari che nel Terzo Reich l'esercito sarebbe stata la sola forza armata. Con questa garanzia, il sostegno dei militari era praticamente ottenuto.
Nonostante tutto, forse Hitler non si sarebbe deciso ad agire contro Röhm, il camerata a cui era più legato, se l'esercito e il presidente Hindenburg non gli avessero forzato la mano: ciò avvenne nel giugno 1934, allorché il presidente del Reich informò il cancelliere che, se non si fosse immediatamente posto fine al clima di tensione causato in Germania dalle agitazioni delle SA, egli avrebbe proclamato la legge marziale e affidato all'esercito il controllo dello Stato. Hitler capì che si doveva agire in fretta per prevenire questa misura che avrebbe senz'altro significato la fine per il suo governo.
Costretto in questa difficile posizione, aveva assolutamente bisogno di un pretesto valido per colpire Röhm e i suoi antichi camerati. I principali nemici di Röhm - il capo del Reichsluftfahrtministerium Hermann Göring e il capo delle SS Heinrich Himmler - si preoccuparono di fornirglielo, assicurandogli di avere le prove che le SA stessero preparandosi per attuare un colpo di Stato contro il governo del Reich, per affrettare così il compimento della "Seconda Rivoluzione". Molto probabilmente non era vero, ma Hitler credette - o volle credere - alla versione dei suoi due principali luogotenenti e ordinò loro di soffocare il putsch di Röhm.

### La notte dei lunghi coltelli

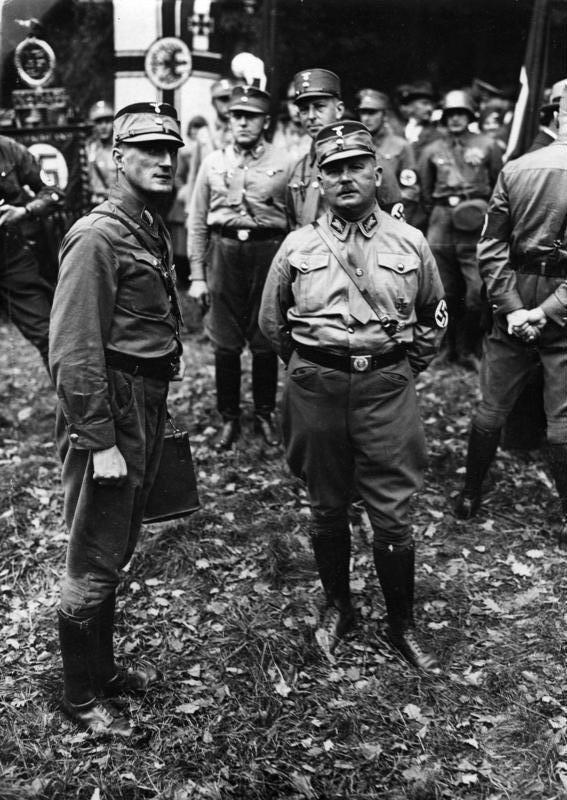
Röhm con militi delle SA

L'epurazione dei vertici delle SA, nota in seguito come la "notte dei lunghi coltelli", ebbe luogo tra la sera del 30 giugno e il primo pomeriggio del 1° luglio 1934. Gli arresti e successivamente le esecuzioni furono eseguite da un reparto della Leibstandarte-SS Adolf Hitler, comandato dallo Standartenführer Josef 'Sepp' Dietrich, mentre venne rifiutata dal cancelliere la copertura militare offerta dalla Reichswehr, evitando in questo modo di coinvolgerla nell'operazione.
Röhm fu arrestato personalmente da Hitler insieme ai suoi due vice Edmund Heines e Julius Uhl, comandante della Stabswache, la sua guardia personale, mentre dormiva alla pensione Hanselbauer nella cittadina di Bad Wiessee, nei pressi di Monaco, venendo trasferito, insieme ad altri dirigenti delle SA, alla prigione di Stadelheim, sita nella capitale bavarese.
Terminata la procedura degli arresti, Hitler diramò gli ordini per la sorte delle SA, a capo delle quali era stato posto Viktor Lutze: ad alcune di esse fu offerto di avere salva la vita in cambio del giuramento di fedeltà al cancelliere, mentre altre avrebbero dovuto essere immediatamente giustiziate (Röhm non figurava tra queste). L'ordine fu affidato a Dietrich che lo eseguì immediatamente; solo il 1º luglio Hitler convocò una riunione, alla quale parteciparono Himmler e Göring: subito dopo venne impartito l'ordine di uccidere il capo delle SA all'Oberführer Theodor Eicke, futuro comandante del campo di concentramento di Dachau, che si trovava al Ministero degli Interni della Baviera, eletto a quartier generale della repressione, in attesa di comunicazioni da Berlino.
All'ufficiale delle SS Eicke fu espressamente ordinato di proporre a Röhm l'alternativa del suicidio: recatosi alla prigione di Stadelheim, nella cella n. 474, dove il capo delle SA era rinchiuso dalla sera prima, gli lasciò una pistola con un solo colpo. Rientrato dopo dieci minuti, lo trovò ancora in vita e, dopo avergli detto «Röhm, si prepari», ordinò allo Sturmbannführer Michael Lippert di sparargli: questi eseguì l'ordine sparando al petto di Rohm che cadde mormorando «Mein Führer».
Röhm venne sepolto nel Westfriedhof, il Cimitero occidentale di Monaco di Baviera.

## L'omosessualità di Röhm
Röhm, al tempo noto omosessuale, era per questo molto mal visto in certi ambienti völkisch e di destra, specie quando la sua omosessualità iniziò a essere usata per attacchi personali dalla sinistra. Alcune lettere che egli indirizzò a un prostituto furono pubblicate dalla stampa antinazista dopo un fallito tentativo d'estorsione da parte del giovane.
Hitler rifiutò sempre di allontanare Röhm solo per la sua omosessualità, ma, dopo la sua caduta, motivò la necessità della sua eliminazione anche su questa base. Hitler sottolineò di aver appreso dell'omosessualità del suo stretto confidente solo nel 1934. La satira politica del tempo commentò: «Il Führer si mostrò scioccato quando seppe dell'omosessualità di Röhm... Chissà come sarà scioccato quando saprà che Göring è grasso, che Rudolf Hess è stupido e che Goebbels zoppica».
Poco dopo l'assassinio di Röhm, la persecuzione nazista degli omosessuali, che fino a quel momento non era stata condotta in modo sistematico, conobbe un rapido incremento. Il paragrafo 175 venne inasprito nel 1935 e in quasi tutte le maggiori città si assistette alla chiusura di luoghi d'incontro di omosessuali, a razzie e a delazioni.

## Opere
- (DE)  Ernst Röhm, Die Geschichte eines Hochverräters, Eher, München 1928.